# Giuseppe Merisi
Giuseppe Merisi, italijanski rimskokatoliški duhovnik, škof, * 25. september 1938, Treviglio.
Od 26. avgusta 2014 je upokojeni škof škofije Lodi

## Škofovsko geslo
Vos autem amicos dixi (Jn 15,15).